# Henriksen Peaks
Die Henriksen Peaks sind ein Gebirge in Südgeorgien im Südatlantik. Es liegt in der Busen-Region. Zu ihm gehören der Treble Peak, der Mount Antell, der Horatio Peak, und der Coronda Peak.
Das UK Antarctic Place-Names Committee benannte das Gebirge 2013. Namensgeber ist Norweger Henrik Nicolai Henriksen (1886–1921), der 1909 an der Errichtung der Walfangstation im Leith Harbour beteiligt war, und diese von 1909 bis 1920 verwaltet hatte.